# Jon Sundvold
Jon Thomas « Sunny » Sundvold, né le 2 juillet 1961 à Sioux Falls au Dakota du Sud, est un joueur américain de basket-ball qui est sélectionné par les SuperSonics de Seattle au 1er tour (16e rang) de la draft 1983. Arrière issu de l'université du Missouri, Sundvold joue neuf saisons en NBA de 1983 à 1992. Il joua pour les SuperSonics de Seattle, les Spurs de San Antonio et le Heat de Miami.
La meilleure saison de Sundvold se déroule en 1986-1987 sous les couleurs des Spurs, participant à 76 rencontres pour 11,2 points par match. Deux saisons plus tard, il a davantage un rôle de joueur de banc, mais est le joueur le plus adroit de la ligue au pourcentage de réussite à trois-points. Il participe au NBA All-Star "Three Point Contest" en 1989 et 1990. Lors de sa carrière NBA, il dispute 502 matchs et inscrit un total de 3886 points.
Il joue pour l'équipe américaine qui dispute le championnat du monde 1982 et qui remporte la médaille d'argent.